# اسکات اسپن
اسکات اسپن (به انگلیسی: Scott Spann) (زادهٔ ۱۱ مهٔ ۱۹۸۸) شناگر اهل ایالات متحده آمریکا است.